# Herald Sun Tour 2007
Die 56. Jayco Herald Sun Tour fand vom 14. bis 21. Oktober 2007 statt. Das Radrennen wurde in einem Prolog und sieben Etappen ausgetragen. Es zählte zur UCI Oceania Tour 2008 und war in die Kategorie 2.1 eingestuft.

## Etappen

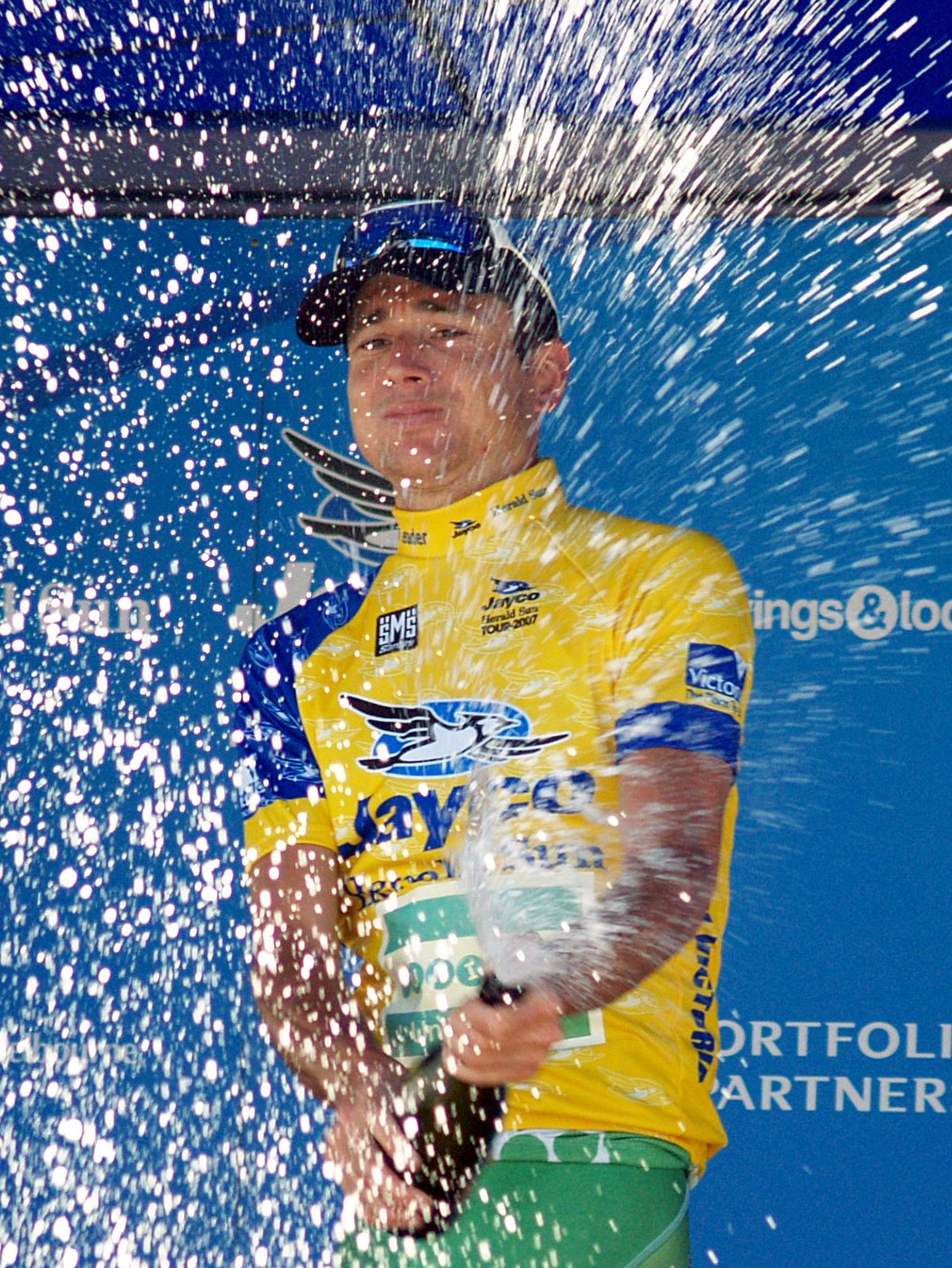
Der Gesamtsieger Matthew Wilson bei der Ehrung nach der 5. Etappe

| Etappe    | Tag         | Start – Ziel                  | Länge             | Etappensieger     | Führender        |
| --------- | ----------- | ----------------------------- | ----------------- | ----------------- | ---------------- |
| Prolog    | 14. Oktober | Jayco Herald Sun Classic      | 60 min            | Aaron Kemps       | Aaron Kemps      |
| 1. Etappe | 15. Oktober | Bendigo – Nagambie            | 141,9 km          | Matthew Wilson    | Matthew Wilson   |
| 2. Etappe | 16. Oktober | Mitchelton Winery – Mansfield | 145,6 km          | Wesley Sulzberger | Matthew Wilson   |
| 3. Etappe | 17. Oktober | Mansfield – Beechworth        | 139,5 km          | Aaron Kemps       | Matthew Wilson   |
| 4. Etappe | 18. Oktober | Beechworth – Falls Creek      | 116,5 km          | Steve Morabito    | Joost van Leijen |
| 5. Etappe | 19. Oktober | Mount Beauty – Wangaratta     | 110,9 km          | Cameron Jennings  | Matthew Wilson   |
| 6. Etappe | 20. Oktober | Melbourne                     | 8,6 (EZF)         | Steve Morabito    | Matthew Wilson   |
| 7. Etappe | 21. Oktober | Melbourne Circuit Race        | 80 min + 3 Runden | Aaron Kemps       | Matthew Wilson   |